# La'Marshall Corbett
La'Marshall Corbett (Raleigh, 21 novembre 1988) è un ex cestista statunitense.

## Carriera
Dopo il periodo universitario, vola in Polonia per disputare la stagione 2011-2012 al Tarnobrzeg. Tra il 2012 e il 2014 trascorre due stagioni nella seconda serie francese, rispettivamente all'Hermine de Nantes e al Rouen. Per la stagione 2014-2015 torna poi nel campionato polacco, ingaggiato dal Toruń.
Il 6 luglio 2015 firma per Treviso Basket, in Serie A2 ma pochi mesi più tardi, il 30 novembre, viene trovato positivo alla cannabis in occasione della partita di campionato giocata tre settimane prima contro Brescia; l'8 dicembre seguente viene definitivamente tagliato dalla società trevigiana. Successivamente viene squalificato dal TNA per tre mesi ma il 23 marzo 2016, a squalifica quasi terminata, viene tesserato dall'Aurora Basket Jesi dove disputa solamente due partite fino al termine del campionato. Il 10 luglio seguente viene tesserato dalla Pallacanestro Mantovana con cui milita sempre in Serie A2. Il 27 giugno si trasferisce alla neopromossa in Serie A2 Poderosa Montegranaro. Il 1º gennaio 2018 rinnova per un'altra stagione con la società marchigiana. Il 17 giugno 2019 firma per la Pallacanestro Trapani. Nel giugno del 2020 prolunga per un'altra stagione con la società granata. Il 24 luglio 2021 firma per la Pallacanestro Orzinuovi, società bresciana di Serie A2. Il 19 marzo 2022 rescinde il proprio contratto con la società lombarda. Il 22 marzo successivo firma fino a fine stagione per Treviglio, sempre in Serie A2.